# 基督教国际学校

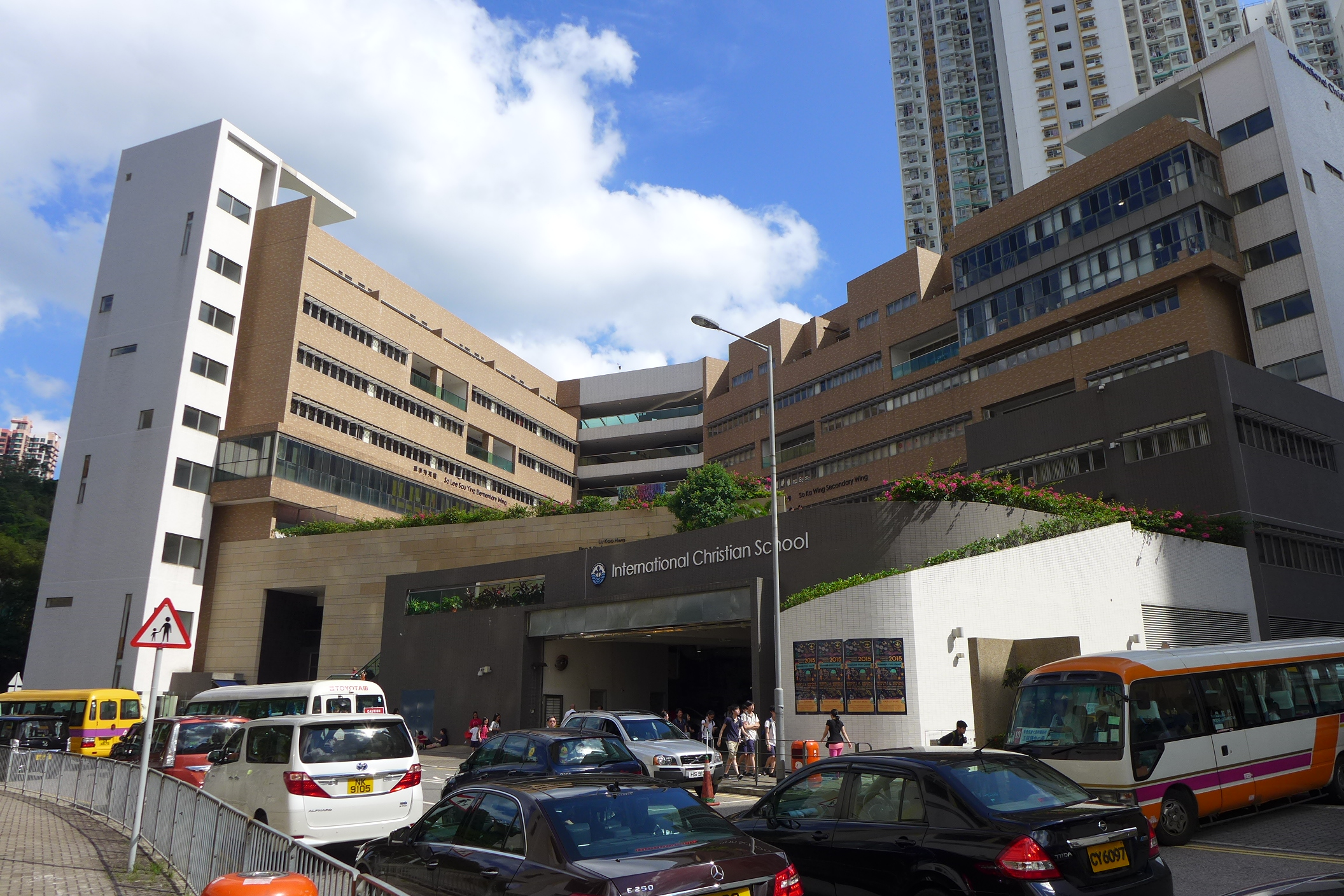
基督教國際學校

基督教国际学校（英語：International Christian School，簡稱ICS）是香港的一所国际学校，有幼儿园、小学和中学。ICS有两个校区，幼儿园位于马鞍山，中学和小学位于石门。学校成立于1992年。
ICS的石门校区教学楼是一个Y型建筑，代表着耶和華的双手保护着这里的学生。ICS有两个入口，最大的入口在停车场。
ICS的长楼梯是一大特色。楼梯位于玻璃门入口。楼梯中有一个耶稣为门徒洗脚的雕像。二楼有一个大平台。二楼有小学办公室和饭堂。為償還建校費，該校還規定新生必須購買19萬元、九年後扣減至零元的「貶值學校債券」。
2014年1月24日，《明報》報道沙田的基督教國際學校（ICS）要求學校員工跟隨《聖經》的道德標準，列明同性戀、另一種性別認同、沉迷色情或任何會違反《聖經》性純潔、或違反一男一女婚姻的行為都是違反操守，並要求教職員簽署。